# Sverri Djurhuus
Sverri Djurhuus, född den 11 juli 1920 i Kollafjørður, död den 18 oktober 2003 i Tórshavn, var en färöisk författare, bror till Tummas Napoleon Djurhuus.
Sverri Djurhuus var son till Sigvald Oliver Djurhuus och Anna Sofie Elisabeth (född Hansen från Miðvágur). Hans farfar var Napoleon Djurhuus, son till Jens Hendrik Djurhuus.

## Utgivna verk
- Lívið er eittans (1985)
- Lívsmyndir (1979)